# Exyston venustus
Exyston venustus är en stekelart som först beskrevs av Cresson 1865.  Exyston venustus ingår i släktet Exyston och familjen brokparasitsteklar. Inga underarter finns listade i Catalogue of Life.